# Vlajkový kapitán
Vlajkový kapitán (anglicky Flag captain) bylo označení kapitána admirálovy vlajkové lodi v Royal Navy. V době 18. a 19. století se na ní mohl nacházet i kapitán loďstva (anglicky Captain of the Fleet), který byl postaven mezi admirála a vlajkového kapitána jakožto "první kapitán" lodi, zatímco vlajkový kapitán byl označován jako její "druhý kapitán".
Na rozdíl od "kapitána loďstva", vlajkový kapitán byl většinou služebně mladší držitel hodnosti kapitán, jelikož se předpokládalo, že spolu s ním je na palubě i admirál který na něj dohlédne, a – podobně jako v případě "kapitána loďstva" – se jednalo spíše o služební zařazení než o samostatnou hodnost.